# Curtici
Curtici (ungarsk: Kürtös, tysk: Kurtitsch) er en by i distriktet Arad , i det vestlige Rumænien. Byen ligger 17 km fra distriktshovedstaden, Arad, i den vestlige del af distriktet. Den er det vigtigste jernbaneknudepunkt i den vestlige del af Rumænien. Dens administrative område strækker sig over et 7.970 hektar område, på Sântana Plateau, et plateau, der i byens område er kendetegnet ved de sandbakker, der er dannet af de gamle grene af floden Mureș.
Curtici er en grænseby mellem Ungarn og Rumænien, på den rumænske side. Det er en særlig vigtig jernbanegrænseovergang, da det er den vigtigste overgang mellem togene fra Ungarn og Rumænien, især mellem Budapest og Bukarest. Byen administrerede landsbyen Dorobanți indtil 2004, hvor den blev udskilt til en separat kommune. Byen grænser op til Ungarn og kommunerne Macea mod nord, Zimandu Nou mod øst, Șofronea mod syd og Dorobanți mod vest.
Byen har 7.279 (2021) indbyggere.
Byens ungarske navn betyder "trompetist", og de tyske og rumænske navne er afledt af dette. Det første skriftlige vidnesbyrd om byen Curtici går tilbage til det 16. århundrede, nærmere bestemt til 1519. I 1920 blev den en del af Rumænien. Den fik byrettigheder i 1968.
- Curtici jernbanestation
- Hellige trenighedskirken i Curtici
- Kort over det tidligere distrikt Curtici, 1782–85